# VII. Schriftstellerkongreß der DDR

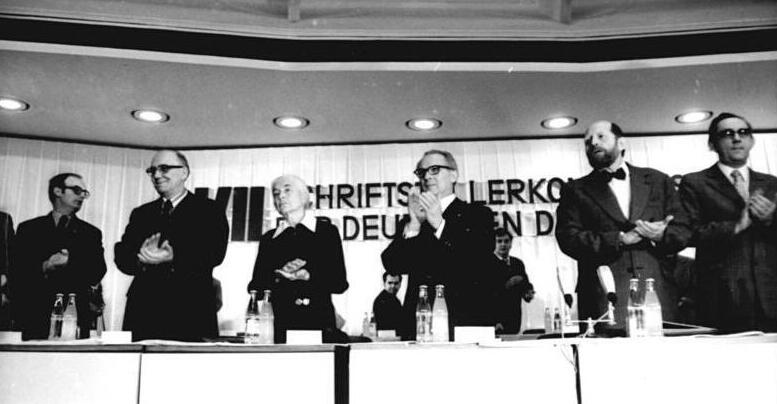
Eröffnung des VII. Schriftstellerkongresses, mit Hermann Kant, Horst Sindermann, Anna Seghers, Erich Honecker, Erwin Strittmatter (von links nach rechts)

Der VII. Schriftstellerkongreß der DDR fand vom 14. bis 16. November 1973 in Ost-Berlin statt.

## Vorgeschichte
Nach seiner Machtübernahme 1971 hatte der neue SED-Vorsitzende Erich Honecker erklärt, in der Kunst und Literatur der DDR dürfe es „keine Tabus“ geben, solange die Idee des Sozialismus akzeptiert werde. Dieses bedeutete für viele Schriftsteller die Hoffnung auf mehr künstlerische Freiheiten als unter Honeckers Vorgänger Walter Ulbricht. Kurz vor dem VII. Schriftstellerkongreß wurden allerdings die Herausgeber der Studentenzeitschrift Forum, Günter Baumgart und Karl Barth.  entlassen, weil sie zu freimütig über mittelmäßige parteinahe Literaten gelästert hatten. Der Schriftsteller Rainer Kirsch war wegen eines Theaterstücks aus der SED ausgeschlossen worden.

## Verlauf

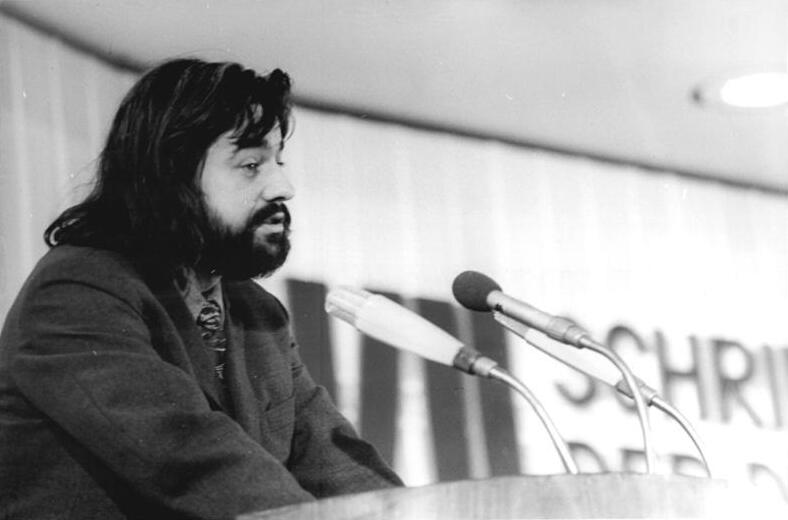
Jurek Becker bei seiner Rede

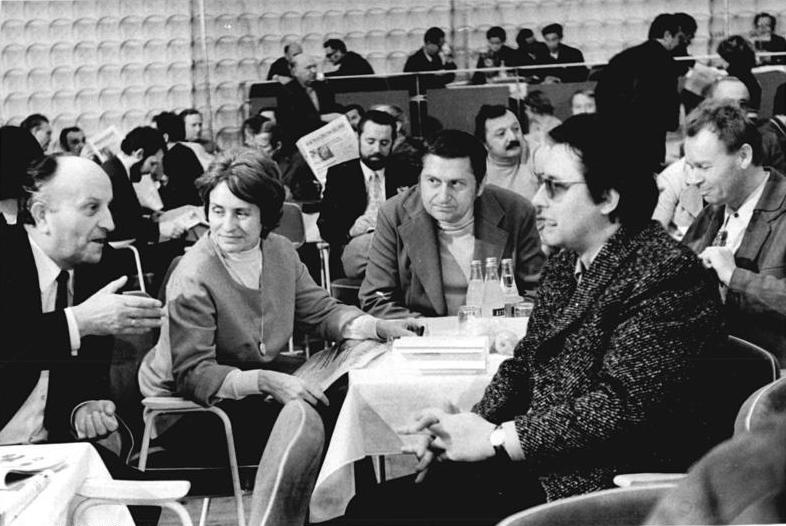
Paul Herbert Freyer, Ruth Kraft, Heinz Knobloch und Eckart Krumbholz in einer Beratungspause

Der VII. Schriftstellerkongress fand vom 14. bis 16. November 1973 in der Kongresshalle am Alexanderplatz in Berlin statt.
An ihm nahmen 263 Mitglieder des Schriftstellerverbandes teil, die von den Bezirksverbänden delegiert worden waren.
Anwesend waren auch der neue SED-Vorsitzende Erich Honecker, der Ministerpräsident Horst Sindermann, der SED-Chefideologe Kurt Hager und weitere Vertreter der Parteiführung.
In ihrem Eröffnungsreferat äußerte sich die Schriftstellerverbandspräsidentin Anna Seghers auch kritisch zur Zeit unter Walter Ulbricht, in der manches verhindert worden sei.
Zahlreiche weitere Schriftsteller und Gäste sprachen in den nächsten drei Tagen. Junge Autoren wie Jurek Becker erklärten in ihren Reden ihre Verbundenheit zur DDR.
Der Kongress verlief in einer Atmosphäre der demonstrativen Eintracht zwischen Schriftstellern und der Parteiführung. In den Pausen kam es zu vielen Begegnungen zwischen den Autoren. 

## Nachwirkungen
In den folgenden Jahren entstanden einige wichtige Werke der DDR-Literatur wie Ulrich Plenzdorfs Die neuen Leiden des jungen W., Jurek Beckers Jakob der Lügner und Gedichte von Sarah Kirsch.
Nach der Ausbürgerung von Wolf Biermann im November 1976 und den Protesten dagegen endete diese kurze liberalere Phase der DDR-Literatur und einige wichtige Autoren verließen das Land.